# ヘルゴラント級戦艦
| ヘルゴラント級戦艦                          | ヘルゴラント級戦艦                                                                                             |
| ------------------------------------------- | --- |
| 竣工当時の「ヘルゴラント（SMS Helgoland）」 | |
| 艦級概観                                    | |
| 艦種                                        | 戦艦 |
| 艦名                                        | 地方名 |
| 前級                                        | ナッサウ級戦艦                                                                                                 |
| 次級                                        | カイザー級戦艦                                                                                                 |
| 性能諸元                                    | |
| 排水量                                      | 常備：22,800トン                                                                                               |
| 全長                                        | 167.2m |
| 全幅                                        | 28.5m |
| 吃水                                        | 8.81m |
| 機関                                        | 海軍式水管缶15基＋三段膨張型レシプロ3基3軸推進、28,000hp                                                       |
| 最大速力                                    | 20.5ノット |
| 航続距離                                    | 18ノット/3,600海里                                                                                             |
| 乗員                                        | 1,110名 |
| 兵装                                        | 50口径30.5cm SK L/50連装砲6基 45口径15cm SK L/45単装砲14基 45口径8.8cm SK L/45単装砲14基 50cm水中魚雷発射管6基 |
| 装甲                                        | 舷側：300mm（ヴァイタルパート部） 甲板：80mm 主砲塔：300mm（前盾）、100mm（天蓋） 司令塔：400mm（側面部）      |

ヘルゴラント級戦艦（Linienschiffe der Helgoland-Klasse）は、ドイツ帝国海軍が竣工させた2番目の弩級戦艦の艦級である。1908年改正の艦隊法で、4年間で年に4隻ずつの弩級戦艦を整備することを定められ、本級はその第一グループに属する。外観はナッサウ級のマイナーチェンジ型となったが、攻撃力と防御力は格段に向上している。主砲はナッサウ級が28cmだったのに対し、本級は30.5cmに拡大されており、ようやく他国の戦艦に追いついた。弩級戦艦といいながらも、その攻撃力は実質的に超弩級戦艦に匹敵すると評されることもある。

## 艦形
船体は前弩級戦艦以来伝統の平甲板型である。艦首から新設計の1911年型50口径30.5cm砲を1基、司令塔を組み込んだ操舵艦橋に組込まれた単棒檣、前部艦載艇置き場、三本煙突、後部艦載艇置き場、艦載艇運用のクレーンは三番煙突を基部に二基設けられた。その中央部両舷に背中合わせ配置で主砲塔2基を計4基配置した。後部艦橋に組込まれた単棒後檣、6番主砲塔を配置した。

### 主砲
主砲塔の配置はナッサウ級の形式を踏襲しており、6基の主砲塔を六角形状に並べた。これは、敵艦隊との乱戦時には、反対舷からの巡洋艦や水雷艇が回りこんで攻撃して来た場合に即応できる利点も有ったが、反面、敵のいない側の舷側に置かれた主砲、数にして3分の1が遊兵化するという欠点もあり、この配置は本級限りとなった。また、この配置は遠方からは準弩級戦艦ドイッチュラント級の側面形に酷似しており、実戦でも度々誤認された。この砲塔は竣工時仰角13.5度／俯角8度の作動範囲を持ち、最大仰角で405kgの砲弾を16,200mまで届かせたが、1915年に遠距離砲戦に対応するため改修が行われ仰角16度／5.5度になり、最大仰角では射程が20,400mとなった。旋回角度は艦首尾砲塔が艦首尾方向を零度として左右150度、舷側砲塔は正左右方向を零度として80度で異なっていた。1分あたり2発～3発の発射速度を持っていた。
従来、ドイツ戦艦は他国より若干小口径の主砲を採用していたが、本級に至ってようやく30.5cm口径を採用し、ようやく他国に追いついた。しかしながら従来のドイツ戦艦の28cm砲は、強炸薬により初速を増しており、他国の30.5cm砲に威力で匹敵するという意見がある。そのため本級は実質的に超弩級戦艦であり、本級の30.5cm砲は、やや遅れて登場したイギリスの超弩級戦艦の13.5インチ（34.3cm）Mark.Vに匹敵するという意見もある。そのためイギリスが超弩級戦艦に移行した後も、ドイツ戦艦はしばらく本級の30.5cm砲を踏襲している。実際に本級は口径こそ30.5cmであるが、口径長は50口径であり、他国戦艦の45口径よりも一段と勝るものである。また50口径30.5cm砲はイギリス戦艦も先立って採用しているが、初速の増大により砲身がぶれて命中率が低下し、また砲身寿命が低下した欠陥砲であった。本級の50口径砲にはそのような欠陥は指摘されておらず、ドイツの技術力の高さを物語るものである。
しかしながら強炸薬と長口径長により砲弾の初速を増すという手法は、近距離砲戦においては威力を発揮するものの、遠距離砲戦においては逆に威力を減じる結果になる。弩級戦艦以降は戦艦の砲戦距離は増しており、実際にはイギリスの13.5インチ砲に対抗できるものではない。もっともそのことが広く認識されるのはユトランド沖海戦以降のことであり、遠距離砲戦に対応した防御には各国とも着手しておらず（遠距離砲戦では甲板に砲弾が命中することになるが、各国戦艦とも甲板の防御はほとんど行っていない）、そのため遠距離砲戦で威力に劣る砲であっても敵艦の甲板を貫くには十分であり、実戦上の不都合は無かったと言える（事実ユトランド沖海戦においては、ドイツの28cm砲艦の砲撃で、イギリス艦の甲板を貫き、撃沈している）。とはいえ、第一次世界大戦後はこれを教訓として各国の戦艦・巡洋戦艦は甲板防御を強化している。仮にヘルゴラント級戦艦が第一次世界大戦後も配備されることがあったとしたら、大きな欠陥となったことは想像に難くない。

### 副砲等

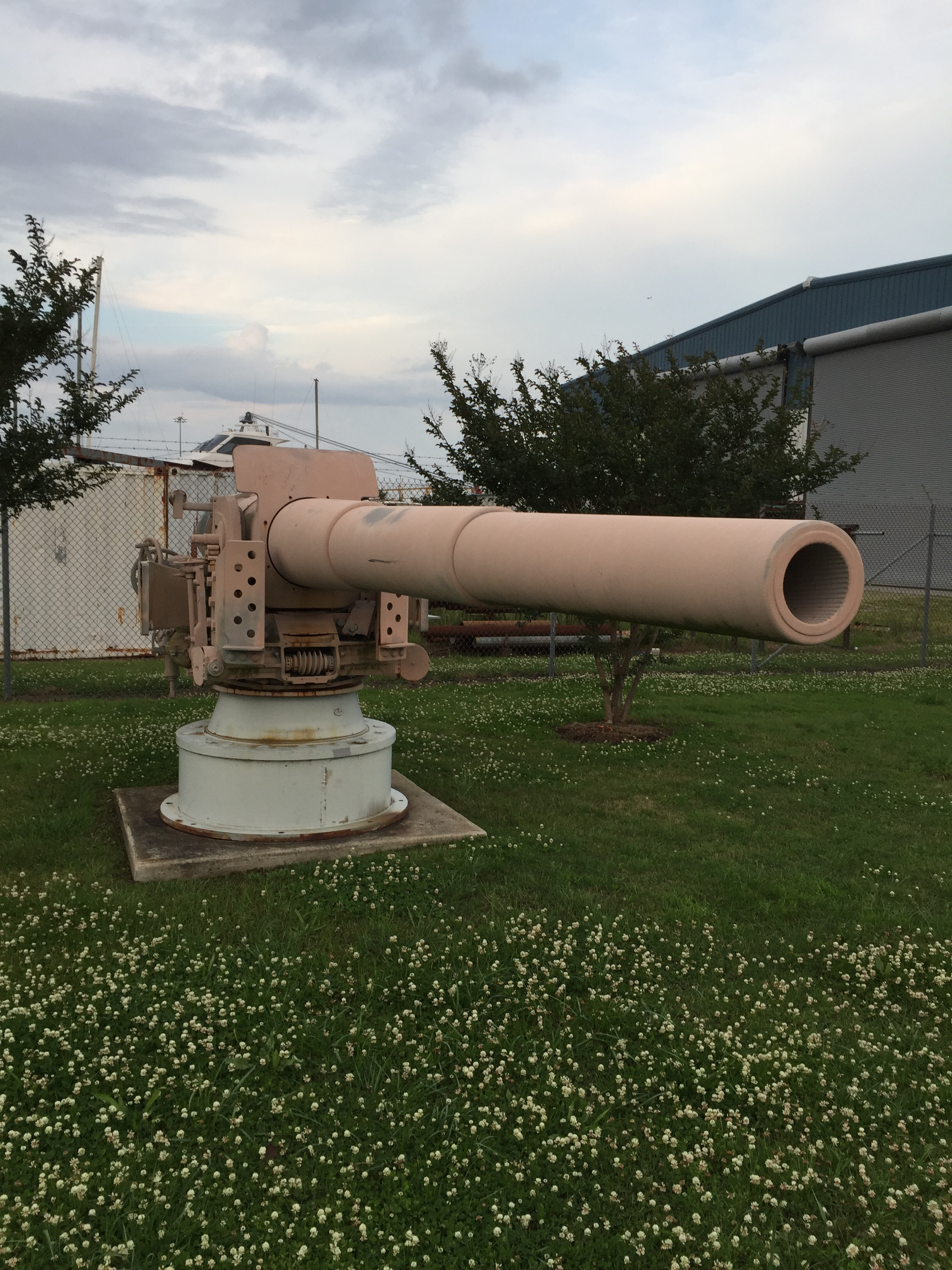
オストフリースラントに搭載されていた正15cm砲

副砲は速射性を重視して前級に引き続き1908年型45口径15cm砲を採用し、二番甲板の下方に二番煙突を中心として放射線状に、片舷7門で計14門を装備した。その他に対水雷艇用に45口径8.8cm砲を計14門（これらは波浪で役に立たないために順次撤去され、替わりに同口径の単装高角砲が2～4基装備された）、50cm水中魚雷発射管6基を装備した。

### 艦体
艦体は、艦首と艦尾が斜めになった分の重量を軽減できるカットオフ方式を採用し、舵は主舵だけを装備した。また、長期間の作戦行動は考慮に入れず、短期間のみの行動で良しとされた為に居住区域を最小限にまとめられ、浮いた重量を装甲と武装に回せた。

### 防御
本級は近距離での垂直面の直撃に備えて重装甲を施し、垂直部分に300mmの装甲を持つ。イギリス海軍のコンセプトと異なり「視程の悪い場合が多い北海にて数千mからの咄嗟の砲戦」を念頭において設計された為、同世代の弩級艦イギリス海軍のセント・ヴィンセント級の254mm、アメリカ海軍フロリダ級の279mm、フランス海軍クールベ級の270mmに比べ、装甲が充実していた。

### 機関
前級で分離していた缶室配置を集中し、前・中・後部缶室にまとめた。これにより分離していた火薬庫を集中でき、その分だけ防御重量を多くできる利点が有った。

## 同型艦
- ヘルゴラント Helgoland ：個別項目参照
- オストフリースラント（ドイツ語版、英語版） Ostfriesland  ：戦利艦としてアメリカに引き渡されたのち標的艦となり、ウィリアム・ミッチェルが指揮する陸軍航空隊爆撃機隊（マーチンNBS-1（MB-2））により沈められた。
- テューリンゲン Thüringen ：戦利艦としてフランスに引き渡されたのち、標的艦としてロリアン沖で沈没した。
- オルデンブルク（ドイツ語版、英語版） Oldenburg ：日本に戦利艦として割り当てられるが編入はされずスクラップ・売却された。